# Благой Шклифов
Благой Стефанов Шклифов е български езиковед и диалектолог, изследовател на крайните югозападни български говори.

## Биография
Шклифов е роден в костурското село Черешница в Егейска Македония, днес Поликерасо, Гърция. Дядо му Кольо (Никола) е участник в Илинденското въстание като куриер на селската чета. Баща му Стефан Шклифов, роден през 1904 г. в Черешнища, през 1913 г. е записан от гръцките власти на Стефанос Склифас. Майка му, Доста Шамова, също родена през 1904 г. в Черешница, е преименувана на Теодота Сяму.
В края на април 1948 година, по време на гръцката гражданска война Благой Шклифов е изведен от комунистическите сили извън Гърция в групата на така наречените деца бежанци. След кратък престой във Вардарска Македония е изпратен в Унгария, където завършва средното си, а по-късно и висшето си образование, специалност руска и българска филология.
През 1964 г. се установява в София, където записва докторантура, посветена на българската историческа фонетика с оглед на македонските говори. През 1969 г. в София се преселват и родителите на Шклифов. От 1971 г. работи в Института за български език при БАН. През 80-те и 90-те години на ХХ век е гост-лектор в университета в Сегед, Унгария. Преподава и дисциплините „Историческа граматика на унгарския език“ и „Унгарска диалектология“ в Софийския университет „Св. Климент Охридски“.
На 20 септември 2003 г., Шклифов записва българския диалект в село Попължани, Леринско и отсяда в селото. Рано на следващата сутрин в неделя, 21 септември, Шлифов заминава от Попължани за Сяр. На 16 km преди Сяр, ауди с висока скорост и загасени светлини в мрака ги застигнало и ударило колата им отзад вдясно. Умира на 25 септември 2003 г. в Гърция след катастрофата.

## Научни постановки
Шклифов изследва югозападните български говори – главно костурския, преспанския и бобощенския говор, старобългарското влияние в унгарския език, езиковата ситуация в Северна Македония. Той застъпва гледището, че говорите са основен източник за изучаването на историята на езика. Някои от неговите изводи по отношение на промените на много от фонетичните явления в българския език са нетрадиционни и противоречат на възприети тези от славистиката през XIX век. Разглеждайки югозападните говори в съпоставителен план със старобългарския език, в отличие от други езиковеди той обяснява развитието на редица звукове, например на общославянския ѫ не с външни влияния, а с вътрешните процеси на езика.
Шклифов критикува стесняването на диалектната основа на книжовната норма на българския език и дискриминирането на словното богатство на западните български говори след 1878 година. Правописната реформа от 1945 г., премахването на буквата ят (ѣ) той определя като антинационално решение, основа за национално разединение и противопоставяне на източни и западни български говори. Така според него се улеснява създаването на друга българска книжовна норма – тази в Северна Македония, определена от него като „създадена върху част от българската диалектна територия със сръбско графично, правописно и лексикално влияние и с множество новосъздадени думи с цел отдалечаването ѝ от българската основа“.

## Съчинения
- Местните названия в с. Черешница, Костурско, Славистичен сборник 1973, с. 269-277
- Костурският говор, София 1973. https://www.strumski.com/books/b_shklifov_kosturskiot_govor_1973.pdf
- Акцентната система на долнопреспанския говор, сп. Български език, 1975, кн. I, с. 34-38
- Речник на костурския говор, Българска диалектология, София 1977, кн. VIII, с. 201-328
- Долнопреспанският говор, София 1979
- Проблеми на българската диалектна и историческа фонетика с оглед на македонските говори, София 1995, 119 с.
- Пастирската лексика в района на Вич планина (Костурско – Леринско), София 2000, 144 с.
- За разширението на диалектната основа на българския книжовен език и неговото обновление, София 2002, 25 с.
- Български диалектни текстове от Егейска Македония, София 2003, 287 с., в съавторство с Екатерина Шклифова
- Шклифов, Благой. На кол вода пиехме : Записки за Христовите мъки на българите в Егейска Македония през ХХ век.   София, Издателство „Изток-Запад“, 2011. ISBN 978-954-321-961-2.
- Фразеологичен речник на говора на село Черешница, Костурско, София 2016, 413 с.